# Coín
Coín ist eine südspanische Kleinstadt und eine Gemeinde (municipio) mit 25.809 Einwohnern (Stand: 2024) in der Provinz Málaga in der Autonomen Region Andalusien.

## Lage und Klima
Der aus der Altstadt und mehreren Neubauvierteln bestehende Ort Coín liegt am Río Bajo ca. 43 km südwestlich der Provinzhauptstadt Málaga in einer Höhe von ca. 150 bis 200 m. Das Klima im Winter ist gemäßigt, im Sommer dagegen warm bis heiß; die eher geringen Niederschlagsmengen (ca. 600 mm/Jahr) fallen – mit Ausnahme der nahezu regenlosen Sommermonate – verteilt übers ganze Jahr.

## Bevölkerungsentwicklung
| Jahr      | 1857  | 1900   | 1950   | 2000   | 2020   |
| Einwohner | 9.340 | 12.291 | 20.183 | 17.388 | 23.509 |

Trotz der Mechanisierung der Landwirtschaft, der Aufgabe bäuerlicher Kleinbetriebe und dem daraus resultierenden Verlust von Arbeitsplätzen seit den 1950er Jahren ist die Einwohnerzahl seit den 1950er Jahren im Wesentlichen stabil geblieben.

## Wirtschaft
Die Menschen früherer Jahrhunderte lebten im Wesentlichen als Selbstversorger von der Landwirtschaft; im Ort selbst ließen sich auch Händler, Handwerker und Dienstleister aller Art nieder. In den Steinbrüchen der Umgebung wurde bereits in der Antike Marmor gewonnen; im 19. Jahrhundert erlebte die Töpferei einen großen Aufschwung. Heute gehört Coín zu den zugelassenen Gemeinden für den Anbau von Malagaweinen; außerdem stellen der Anbau von Oliven sowie der innerspanische Tourismus die wesentlichen Grundlagen des wirtschaftlichen Lebens der Gemeinde dar.

## Geschichte
Auf dem Gemeindegebiet wurden paläolithische, steinzeitliche, bronzezeitliche, phönizische, griechische  Kleinfunde gemacht. Zu Beginn des 8. Jahrhunderts wurde die Region von den Mauren überrannt; einem Chronisten zufolge wurde der Ort erst im Jahr 920 in der Umgebung einer kleinen Festungsanlage (castillo) gegründet. Er wurde im Jahr 1485 von einem christlichen Heer der Katholischen Könige zurückerobert (reconquista).

## Sehenswürdigkeiten

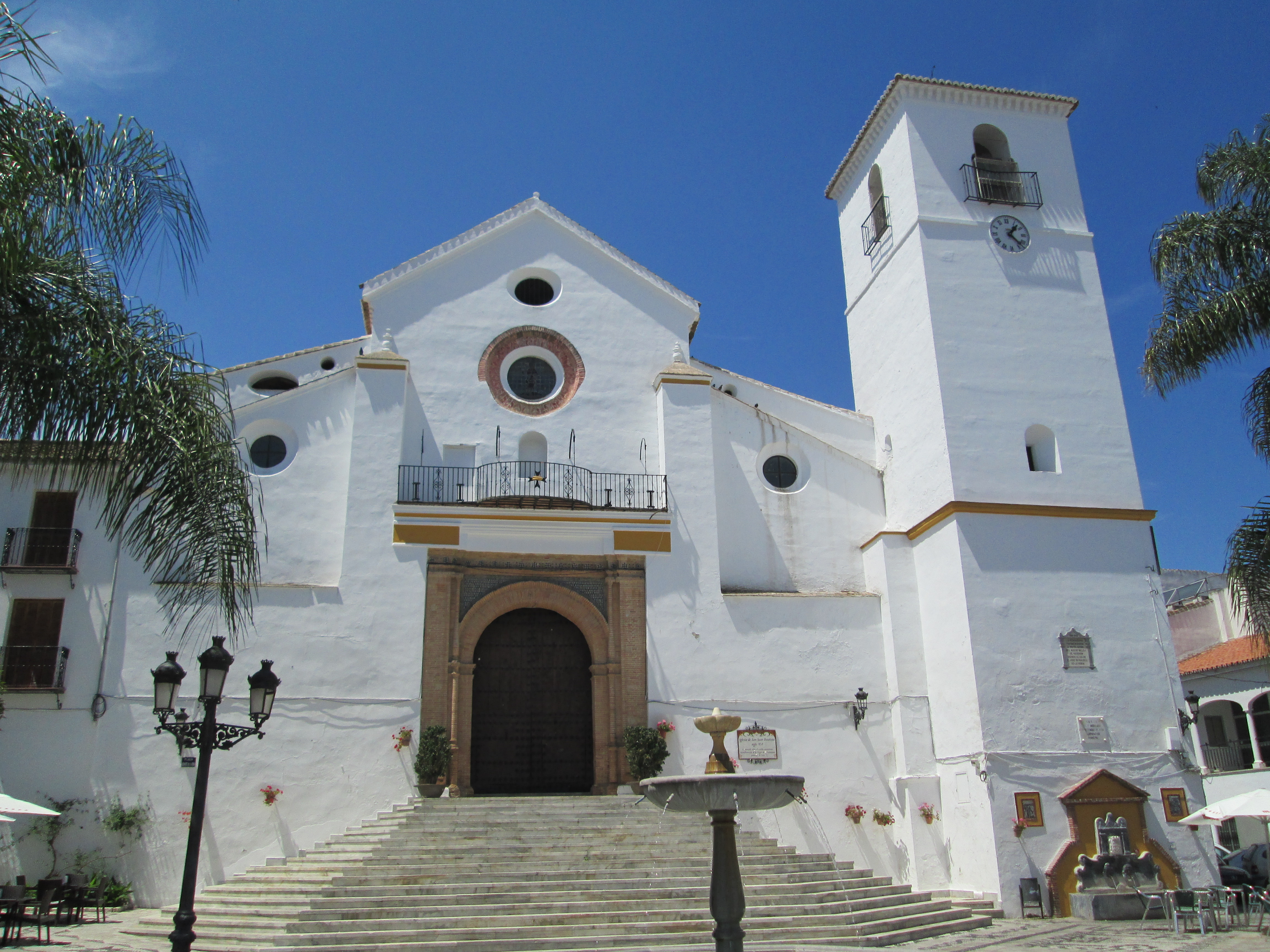
Coín – Iglesia de San Juan Bautista

- Mit dem Bau der Iglesia y Convento de Santa María de la Encarnación wurde noch im Jahr 1485 auf den Fundamenten einer Moschee begonnen; deren Minarett blieb in Teilen erhalten und wurde in den Glockenturm (campanario) integriert. Der Bau wurde im Mudéjar-Stil aus Ziegel- und Bruchsteinen errichtet. Als ehemaliges Kloster verfügt der Komplex über einen zweigeschossigen Kreuzgang (claustro).[7]
- Die Iglesia de San Andrés y el Hospital de la Caridad ist im 16. Jahrhundert entstanden. Später wurde der Bau mehrfach vergrößert; über dem Eingangsportal befindet sich ein Glockengiebel (espadaña) aus dem 19. Jahrhundert.[8]
- Mit dem Bau der dreischiffigen Iglesia de San Juan Bautista wurde bereits im Jahr 1505 begonnen. Die flachen Gewölbe deuten darauf hin, dass sie abgehängt sind und aus Stuck bestehen. Prunkstück der Kirche ist das in den Jahren 1943–1947 im Stil des Neobarock geschaffene Altarretabel (retablo); die darüber befindliche Decke der Apsis ist ein Beispiel für eine Artesonado-Arbeit des 20. Jahrhunderts.[9]
- Der ca. 20 m hohe Torre del antiguo Convento de Trinitarios Calzados wurde auf einem dreieckigen Grundriss erbaut; er gehörte einst zu einem im 19. Jahrhundert aufgegebenen Franziskanerkloster.[10]

Umgebung
- Die ca. 2 km südwestlich gelegene barocke Ermita de la Fuensanta beeindruckt mehr durch ihre Lage an einem bewaldeten Berghang als durch ihre Architektur.[11]

## Persönlichkeiten
- Antonio Reyna Manescau (1859–1937), Maler
- Javier Muguerza (1936–2019), Philosoph